# Monastère de Hâncu
Le monastère de Hâncu (roumain : Mănăstirea Hâncu) est un monastère à Bursuc (en), en Moldavie. Le monastère a été fondé en 1678, dans ce qui était la Principauté de Moldavie.
Le monastère a été construit par Mihail Hancu, grand intendant, lorsque sa fille a exprimé le désir de devenir nonne. Le monastère abritait une communauté de femmes. Celle-ci a duré jusqu'au milieu du XVIIIe siècle et l'invasion tatare. 
Après l'arrivée de l'armée russe sous Rumeantev (1770-1772), le monastère a été restauré par des moines et est devenu une communauté exclusivement masculine.
Deux nouvelles églises en pierre ont été construites (remplaçant une ancienne église en bois); la première en 1835 était dédiée à sainte Pious Parascheva ; la seconde en 1845 était consacrée à la Dormition de la Mère de Dieu.
Sous le communisme, le site du monastère a été nationalisé en 1944 et la communauté religieuse dissoute en 1965.
En 1978, les bâtiments ont été convertis en sanatorium. 
À la suite de l'effondrement de l'Union soviétique, le monastère a été rouvert en 1990, avec des moines résidents pendant deux ans. 
En 1992, il a retrouvé sa vocation initiale de monastère pour femmes et abrite aujourd'hui une grande communauté de moniales.
Le site du monastère comprend aujourd'hui une maison de retraite ainsi que la résidence officielle de l'évêque local.

## Galerie

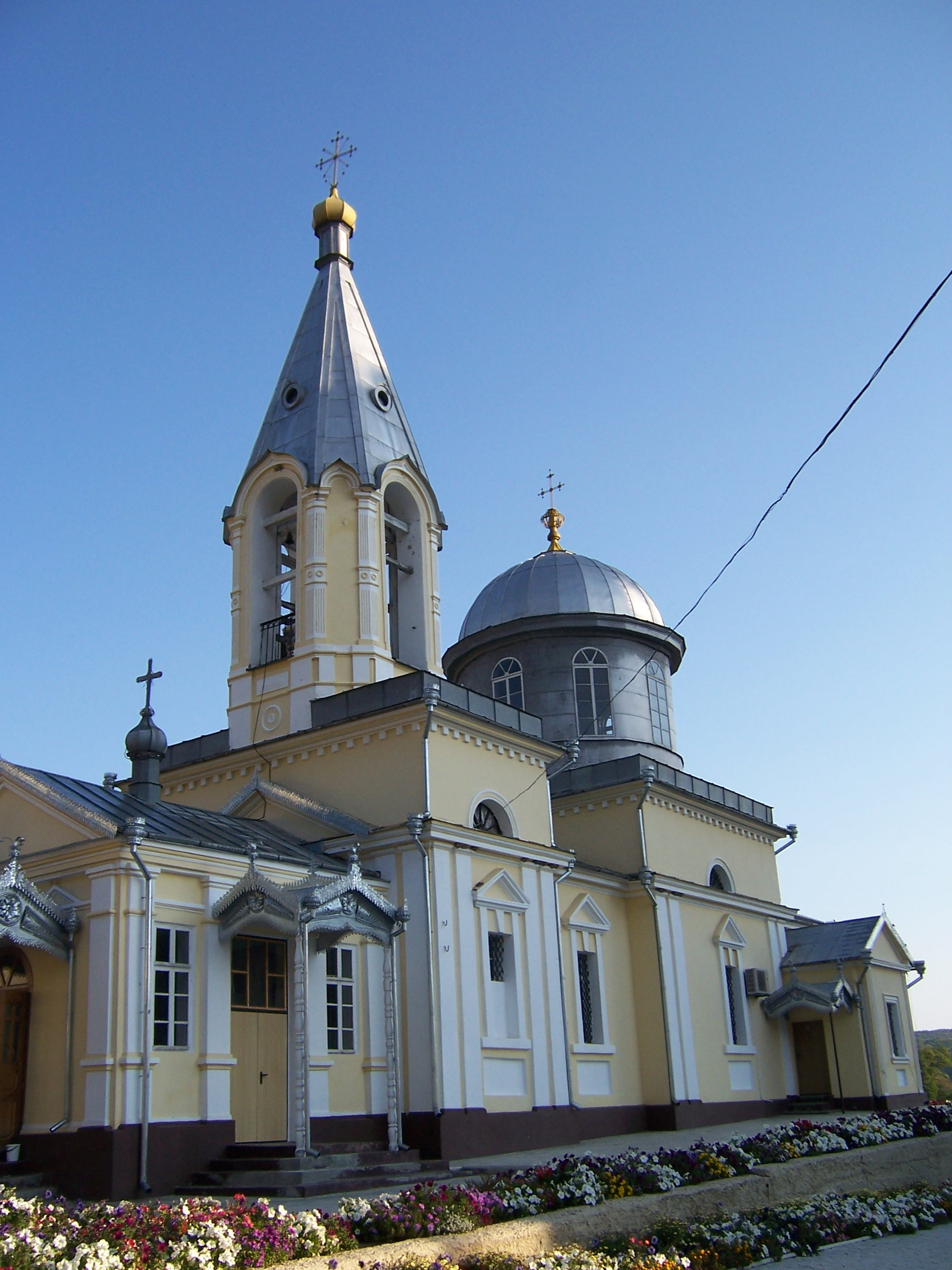
Une vue extérieure de l'une des églises du monastère.
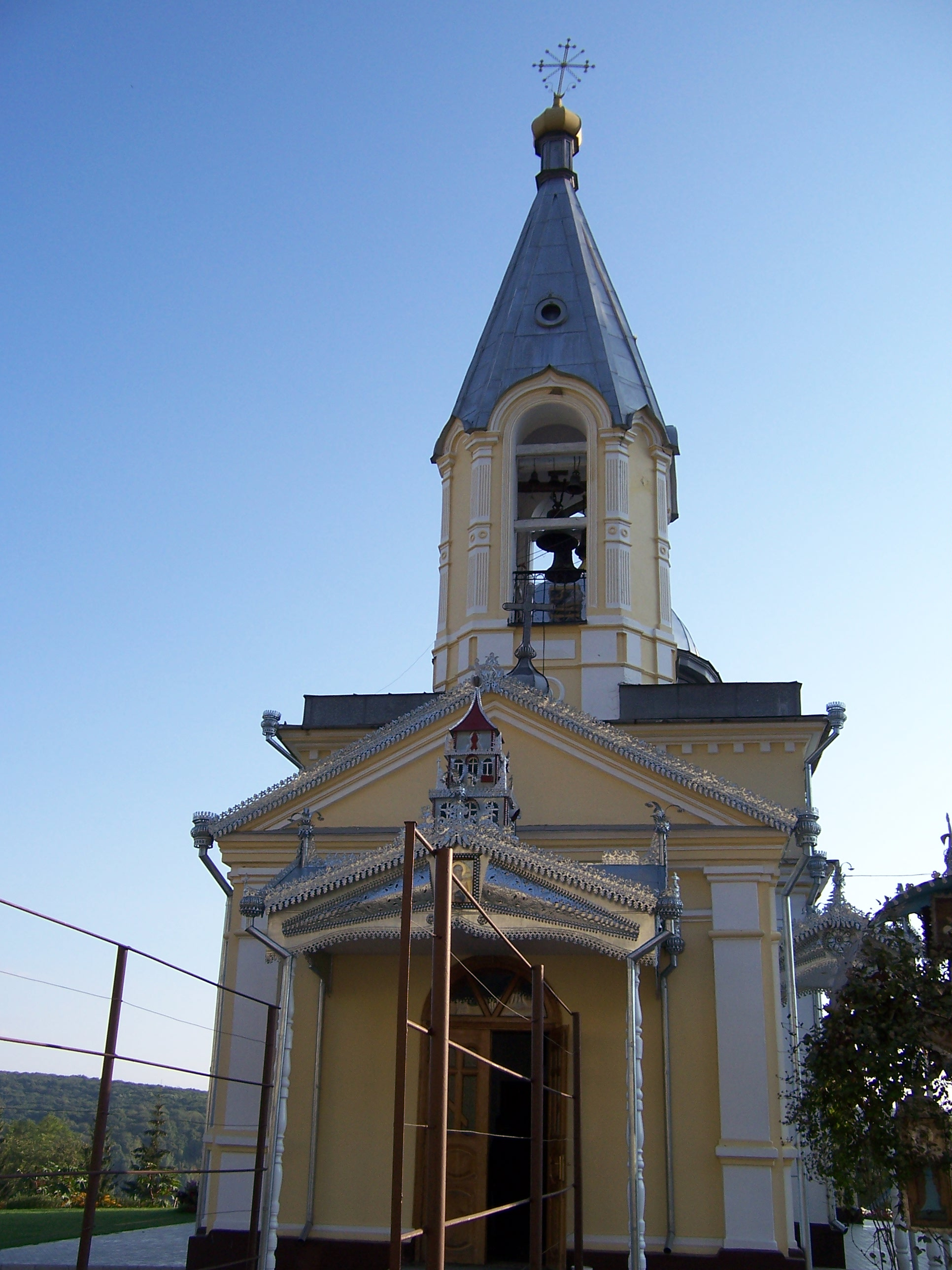
Autre vue extérieure de l'église.
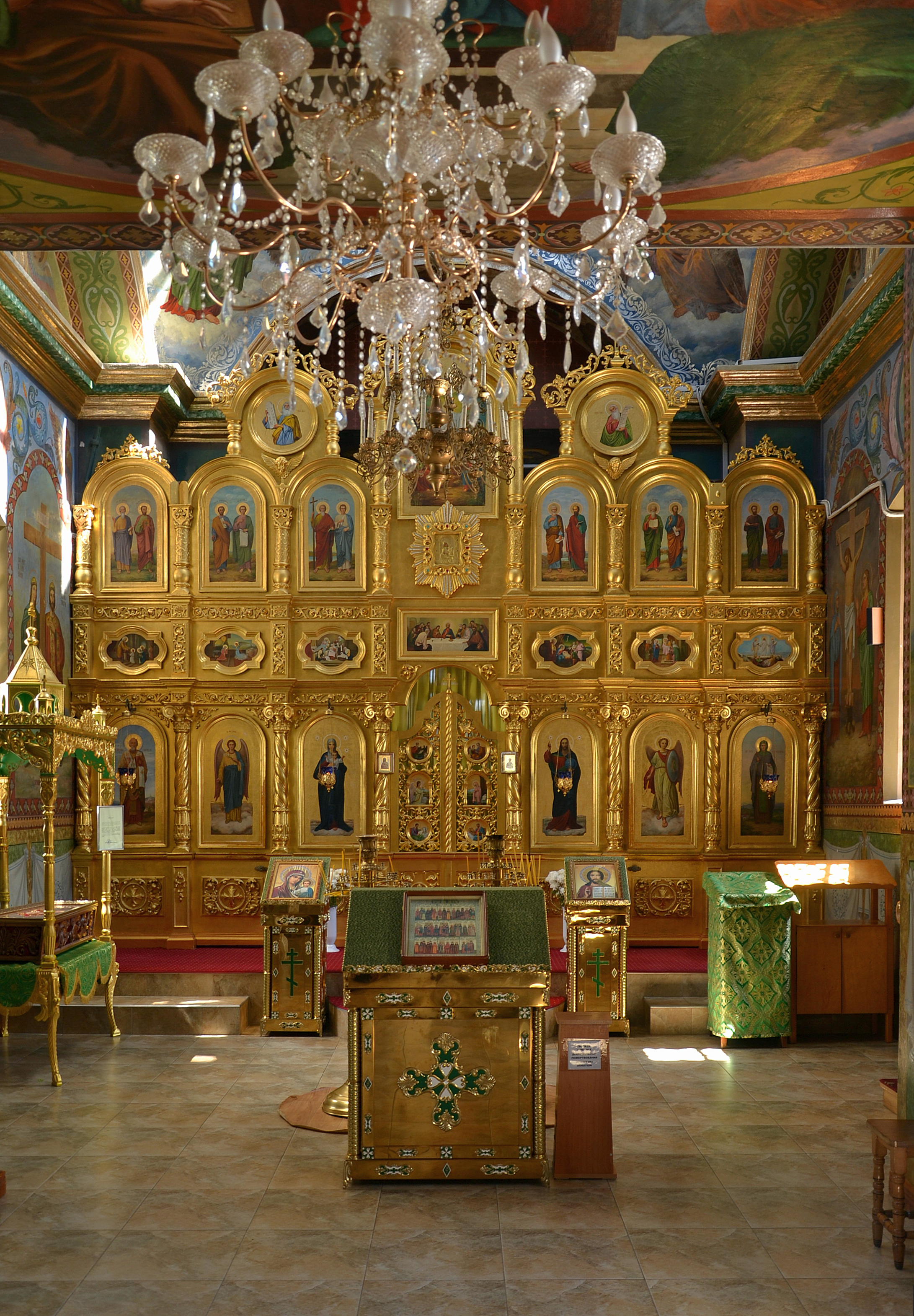
L' iconostase (écran devant le sanctuaire).
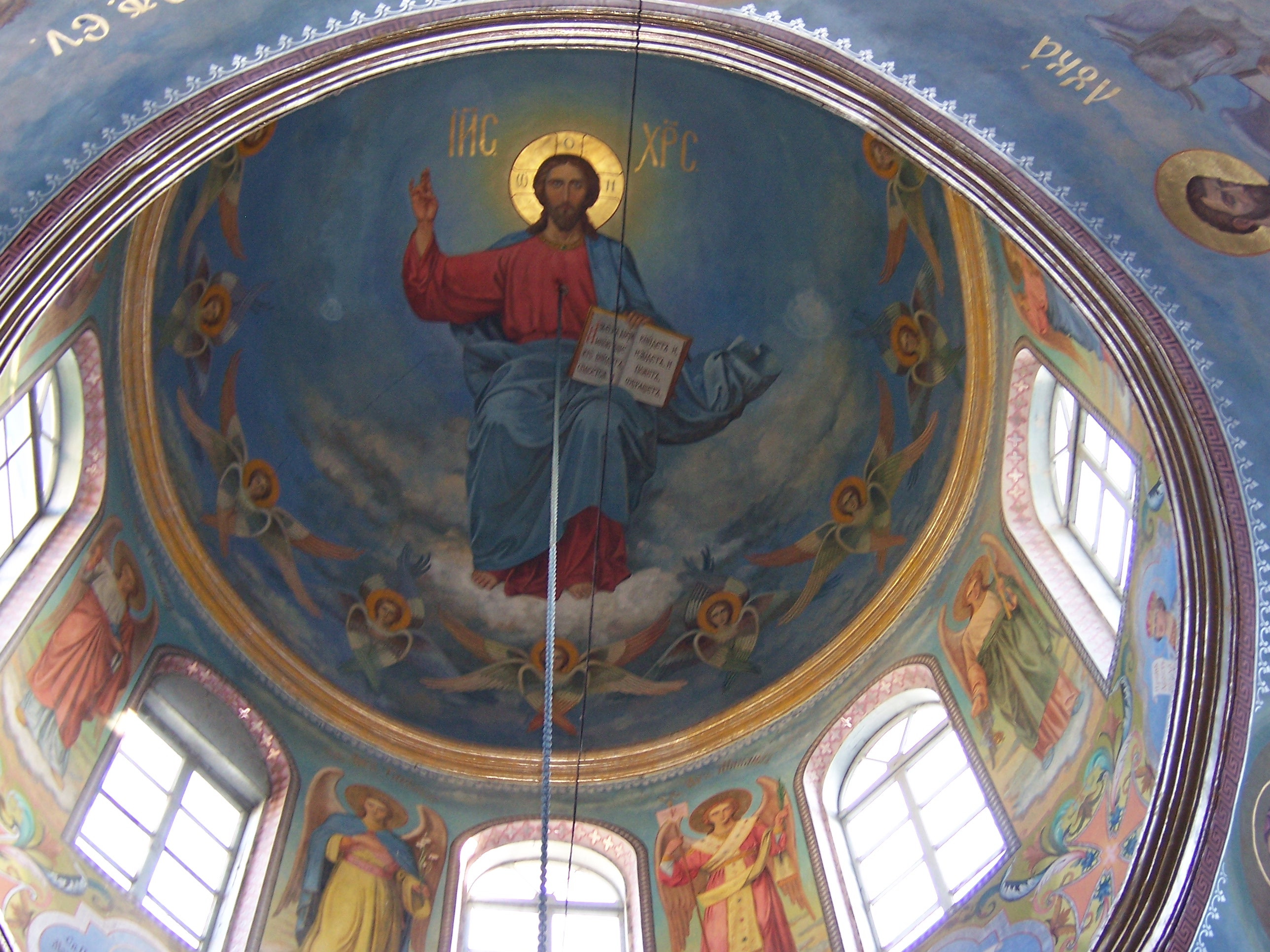
Le plafond (coupole) d'une des églises.